# Тринадцать роз

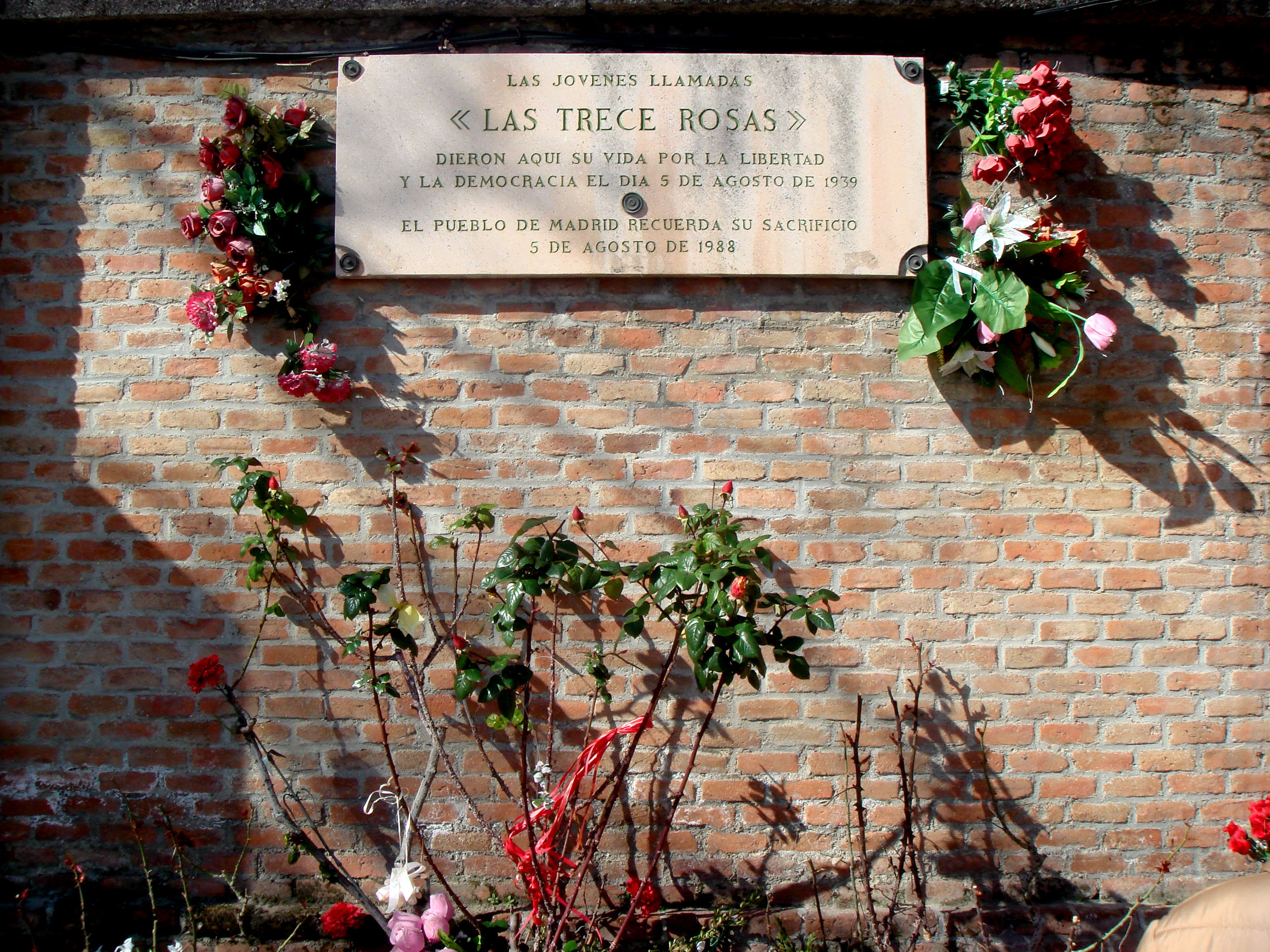
Мемориальная доска на кладбище Альмудена в Мадриде

«Тринадцать роз» (исп. Las Trece Rosas) — имя, данное в Испании группе из тринадцати молодых девушек и женщин, семеро из которых были младше 21 года и считались несовершеннолетними (во франкистской Испании совершеннолетие наступало с 21 года), казнённых франкистским режимом после окончания гражданской войны в стране во время кампании массовых репрессий против врагов диктаторского режима. Вместе с ними были казнены 43 молодых парня.

## История
После капитуляции Мадрида и завершения гражданской войны мадридский комитет Объединённой социалистической молодёжи (ОСМ, объединения молодёжных организаций социалистической и коммунистической партий) под руководством 21-летнего Хосе Пенья Бреа (José Peña Brea) начал реорганизацию для ухода в подполье. Однако вскоре руководитель комитета был схвачен и подвергнут жестоким пыткам, в результате чего выдал имена своих товарищей. «Тринадцать роз» были в числе арестованных во время полицейских облав на членов ОСМ.
Во время тюремного заключения они подвергались пыткам и издевательствам со стороны франкистов. 5 августа 1939 года после приговора к смертной казни они были расстреляны. Похоронены на мадридском кладбище Альмудена.

## Имена
- Кармен Барреро Агуадо
- Мартина Барросо Гарсия
- Бланка Бриссак Васкес
- Пилар Буэно Ибаньес
- Хулия Конеса Конеса
- Аделина Гарсия Касильяс
- Элена Гиль Олайя
- Виртудес Гонсалес Гарсия
- Анна Лопес Гальего
- Хоакина Лопес Лаффите
- Дионисия Мансанеро Салас
- Виктория Муньос Гарсия
- Луиса Родригес де ла Фуэнте

## Память
В 2007 году испанский кинорежиссёр Эмилио Мартинес-Ласаро снял фильм об этих событиях (оператор — Хосе Луис Алькайне). В одной из главных ролей (Бланка) выступила Пилар Лопес де Аяла.